# Šakiai

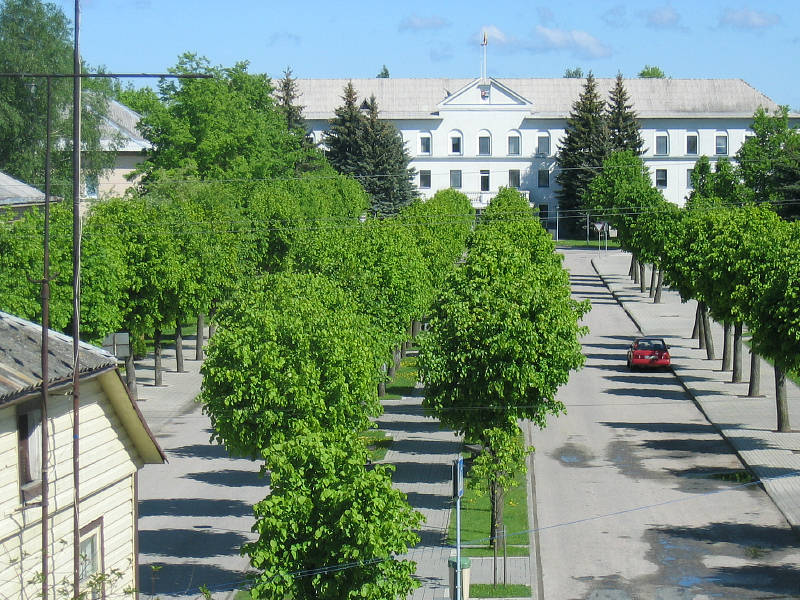
Šakiai: Blick auf die Stadtverwaltung

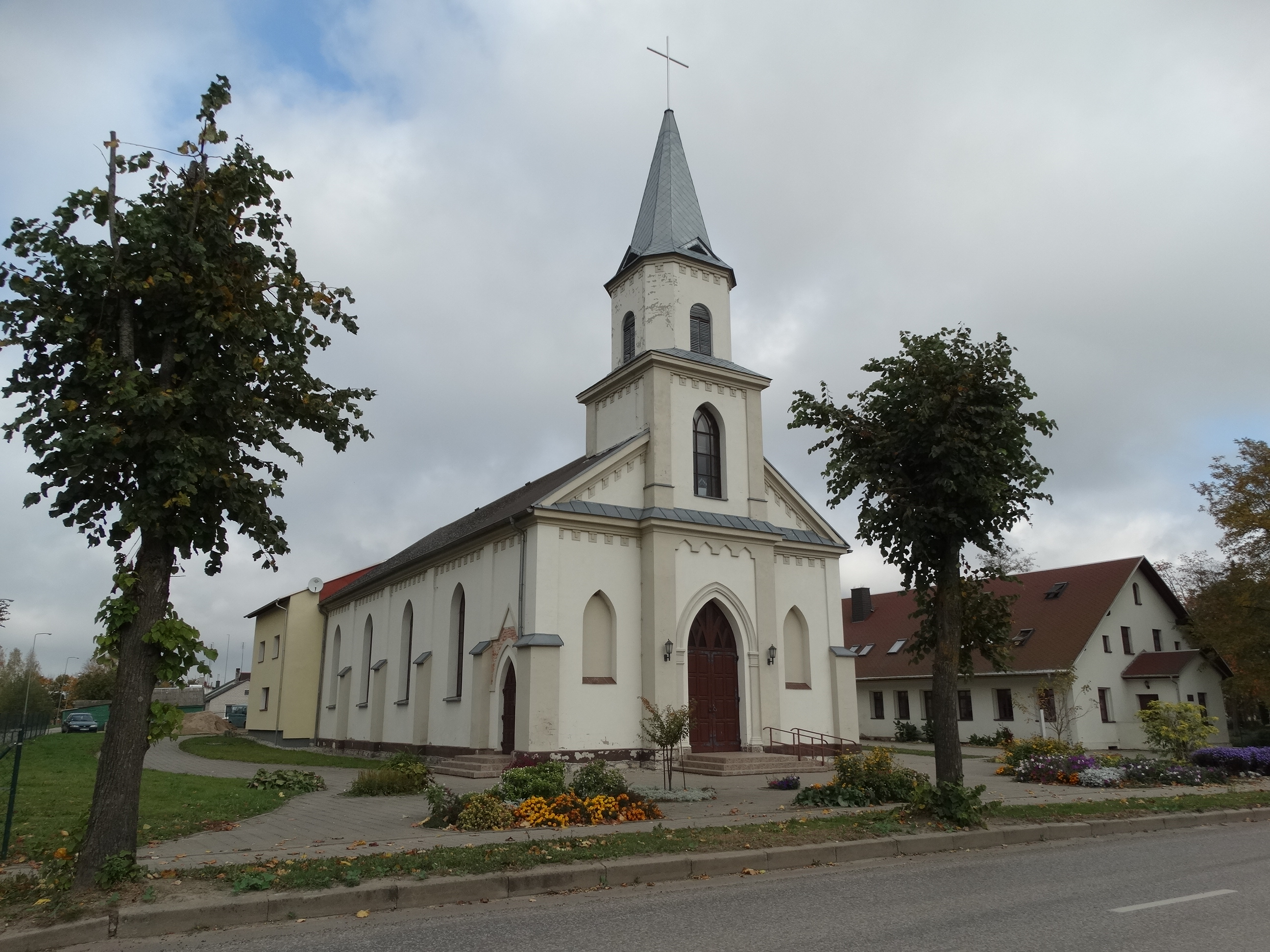
Evangelisch-lutherische Kirche von Šakiai 2014, erbaut 1842, Turm von 1877

Šakiai anhörenⓘ (deutsch auch Schaken, früher auch Schaki bzw. Schacki, polnisch Szaki) liegt in Litauen und ist eine zum Bezirk Marijampolė gehörende kleine Stadt und Sitz der gleichnamigen Rajongemeinde Šakiai.

## Lage und Einwohner
Sie liegt an der Grenze zu Russland (Oblast Kaliningrad) und ist rund 65 km westlich von Kaunas gelegen. Zu ihr gehört der größere Gemeindeteil Naumiestis an der Scheschupe mit rund 6500 Einwohnern.

## Geschichte
1719 war die erste Kirche in Šakiai errichtet worden. Mitte des 19. Jahrhunderts erhielt die Gemeinde Stadtrechte. Zu dieser Zeit gab es in Šakiai vier Schulen. Das Schulhaus der Grundschule war Eigentum der evangelischen Kirchengemeinde.
Die Parochie Schaken wurde am 3. November 1842 durch Baron Gustav Heinrich von Keudell, den Besitzer der Herrschaft Nieder-Gelgudischken, gegründet und im selben Jahr mit einer Kirche und einem Pastorat ausgestattet. Baron Keudell bedachte die Kirchenschule in Schaken mit reichen Zuwendungen. Gustav von Keudell (* 20. Juli 1808 in Dombrowo-Gielgudyczki (Preußisch Polen); † 7. März 1855 in Berlin) war der Sohn des Gründers der Schaker Gemeinde. 1829 gehörte er zu den Stiftern des Corps Littuania.
Bis zum Zweiten Weltkrieg gab es in Šakiai ein blühendes Gemeindeleben, sowohl in der katholischen und der evangelischen Kirche als auch in der Synagoge. Während des Krieges wurde der Ort von der deutschen Wehrmacht stark zerstört. Heute leben weniger als 7000 Menschen in Šakiai. Vor dem Krieg waren es beinahe 40.000.

## Rajongemeinde
Die Rajongemeinde (Šakių rajono savivaldybė) umfasst drei Städte:
- Šakiai – 6795
- Gelgaudiškis – 2029
- Kudirkos Naumiestis – 1997

dazu die Städtchen (miesteliai) Barzdai, Griškabūdis, Kriūkai, Lekėčiai, Lukšiai, Sintautai, Žemoji Panemunė und Žvirgždaičiai, sowie 533 Dörfer.
Sie ist eingeteilt in 14 Landämter (seniūnijos):
- Barzdai
- Gelgaudiškis
- Griškabūdis
- Kiduliai
- Kriūkai
- Kudirkos Naumiestis
- Lekėčiai
- Lukšiai
- Plokščiai
- Sintautai
- Slavikai
- Sudargas
- Šakiai
- Žvirgždaičiai

## Partnerstädte
- Gołdap,  Polen

## Persönlichkeiten
- Saliamonas Banaitis (1866–1933), Verleger und Politiker
- Aron Friedmann (1855–1936), Chasan und Komponist synagogaler Musik
- Raimondas Januševičius (* 1973), Politiker, Bürgermeister der Rajongemeinde Šakiai
- Zygmunt Kęstowicz (1921–2007), polnischer Theater- und Filmschauspieler
- Vincas Kudirka (1858–1899), Autor, Publizist und Aktivist der lituanistischen Bewegung im 19. Jh.
- Sigitas Plaušinaitis (* 1941), Fachübersetzer aus dem Deutschen und Litauischen
- Darius Razmislevičius (* 1980), litauischer Politiker, Mitglied des Seimas
- Mindaugas Tarnauskas (* 1988), Politiker